# Roman Prygunov
Roman Prygunov (Mosca, 26 maggio 1969) è un regista russo.

## Filmografia parziale

### Regista
- Duchless (2011)
- Duchless 2 (2015)